# Табана-Нтленьяна
29°28′ пд. ш. 29°16′ сх. д. / 29.467° пд. ш. 29.267° сх. д.
Табана-Нтленьяна — гора хребта Мохлесі, найвища вершина Драконових гір (Малуті), а також Лесото і всієї Південної Африки. Абсолютна висота 3482 м над рівнем моря. Назва гори мовою сесото буквально означає «Красива маленька гора».

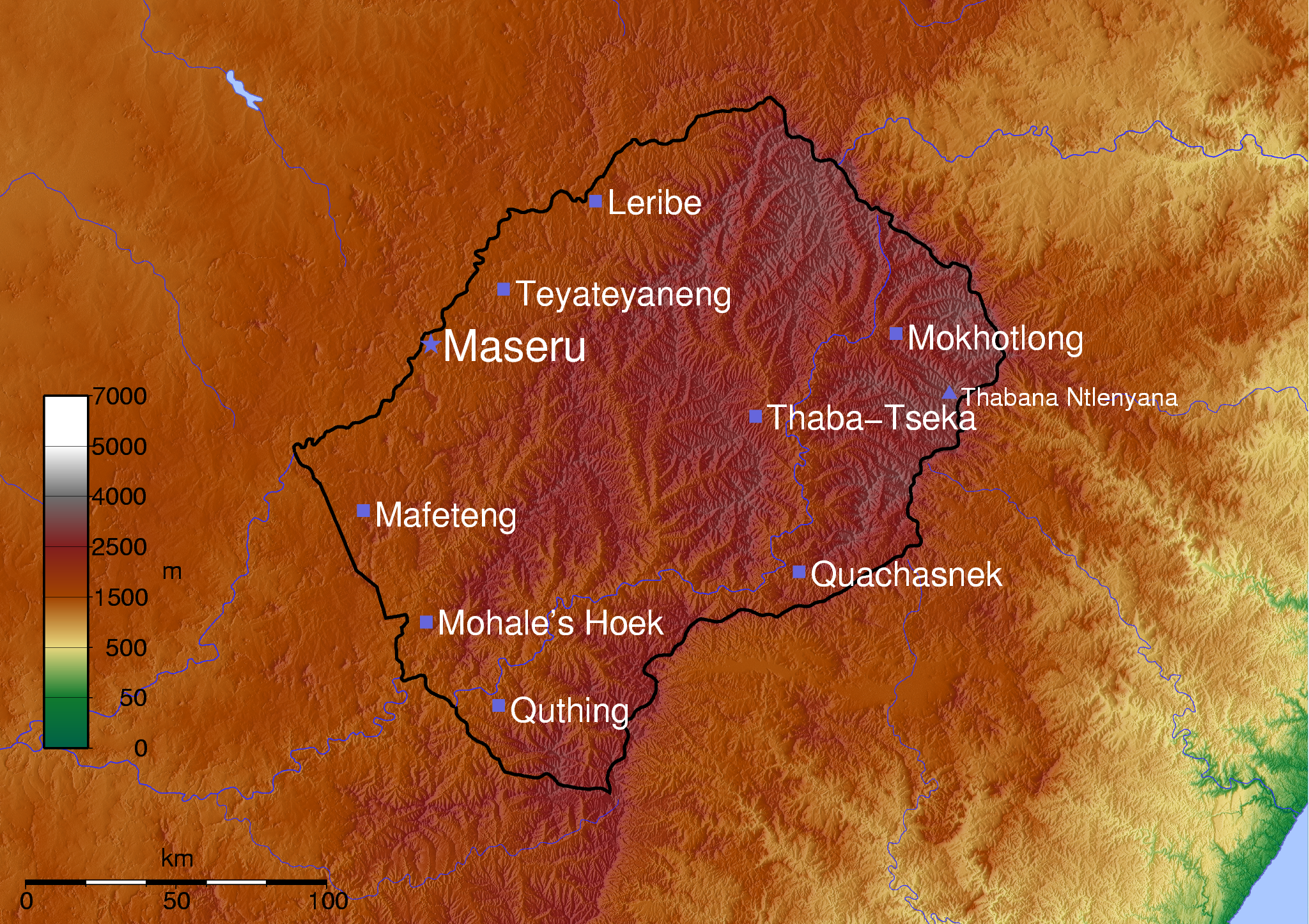
Табана-Нтленьяна на мапі Лесото
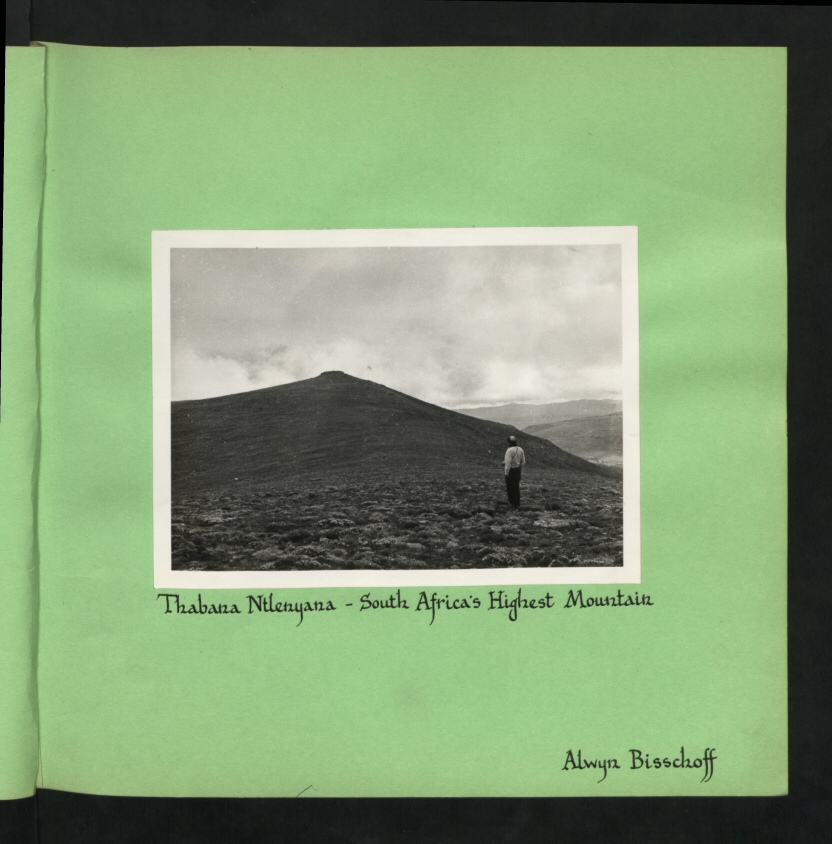